# Donji Drenovac
Donji Drenovac (em cirílico: Доњи Дреновац) é uma vila da Sérvia localizada no município de Žitorađa, pertencente ao distrito de Toplica, na região de Toplica. A sua população era de 360 habitantes segundo o censo de 2011.

## Demografia
| 1948 | 1953 | 1961 | 1971 | 1981 | 1991 | 2002 | 2011 |
| ---- | ---- | ---- | ---- | ---- | ---- | ---- | ---- |
| 508  | 537  | 542  | 592  | 578  | 523  | 450  | 360  |